# Muwaffaq (Mediziner)
Abu Mansur Muwaffaq (auch Abu Mansur Muvaffak Harawi, persisch ابو منصور موفق هروی, DMG Abū Manṣūr Muwaffaq Harawī) war ein berühmter persischer Arzt und Pharmakologe des 10. Jahrhunderts. Er wirkte in Herat, Iran, unter dem Samanidenprinzen al-Malik al-Muzaffar al-Amir as-Sadid Abu Salih Mansur (I.) b. Nuh, der von 961 bis 976 regierte.
Bedeutung erlangte er vor allem durch die Erstellung einer Abhandlung über die Materia medica auf Persisch, zu deren Verwirklichung er durch ganz Persien und Indien reiste, wo er die notwendigen Informationen zusammentrug.
Zwischen 965 und 977 schrieb er das Buch der Rechtsmittelrichtlinie (Kitab al-Abnīya ʿan ḥaqā’iq al-adwīya), die älteste Prosa-Arbeit in modernem Persisch. Es behandelt als alphabetisch geordnetes Arzneimittelverzeichnis 585 Heilmittel, von denen 466 von Pflanzen, 75 von Mineralien und 44 von Tieren stammen, je nach ihrer Wirkung in vier Gruppen.
Abu Mansur unterschied zwischen Natriumcarbonat und Kaliumcarbonat und schien einiges Wissen über Arsen(III)-oxid, Kupfer(II)-oxid, Kieselsäure und Antimon zu haben; er kannte ferner die toxikologische Wirkung von Kupfer und Blei-Verbindungen, die enthaarende Wirkung von Calciumoxid sowie die Zusammensetzung von Gips und dessen chirurgischen Gebrauch.

## Werkausgabe und Übersetzung
- F. R. Seligmann (Hrsg.): Codex Vindobonensis sive medici abū Mansur Muwaffaq bin Ali Heratensis liber fundamentorum pharmacologiae. Abū-Manṣūr Muwaffaq Ibn-ʿAlī al-Harawī, Wien 1859. ÖNB: ,
- Abdul-Chalig Achundow: Die pharmakologischen Grundsätze (Liber fundamentorum pharmacologiae) des Abu Mansur Muwaffak bin Ali Harawi zum ersten Male nach dem Urtext übersetzt und mit Erklärungen versehen. In: Rudolf Kobert (Hrsg.): Historische Studien der Pharmakologischen Institute der Kaiserlichen Universität Dorpat. Band 3. Tausch & Grosse, Halle 1893, S. 137–414 .